# Micrurus petersi
Micrurus petersi (кораловий аспід Петерса) — вид отруйних змій родини аспідових (Elapidae). Ендемік Еквадору. Вид названий на честь американського герпетолога Джеймса Пітерса.

## Поширення і екологія
Коралові аспіди Петерса мешкають в провінції Морона-Сантьяго на південному сході Еквадору, де вони відомі з двох місцевостей, розташованій на висоті 950 і 1400 м над рівнем моря. Вони живуть в гірських хмарних лісах Еквадорських Анд.